# Falkonéra
Falkonéra (grec moderne : Φαλκονέρα), ou bien Gerakoúlia ou Yerakoúlia (grec moderne : Γερακούλια), anciennement connue sous le nom de Hiérakia (grec ancien : Ἱεράκια), est une petite île inhabitée grecque située dans le sud-ouest de la mer Égée, entre l’île de Milos et le Péloponnèse.
Bien qu’en dehors du golfe Saronique, elle est généralement incluse parmi les îles Saroniques. L’îlot marque le sommet d’un horst tendant WNW-ESE, qui sépare le bassin de la mer de Myrto au nord du bassin crétois au sud.
L’île appartient administrativement à la municipalité de Spetses, une circonscription du district régional des Îles. Située à la croisée des voies de navigation Le Pirée-La Canée et cap Malée-Izmir, elle est considérée comme un danger important pour la navigation en raison des forts courants environnants. Au cap oriental de l’île, nommé Panaghiá ton revmáton (Παναγιά των Ρευμάτων), signifiant « Notre-Dame des courants », il y a un phare qui a été détruit par les Allemands en 1941 et reconstruit après la Seconde Guerre mondiale. Le point culminant de l’île est à 183 mètres d’altitude.
Le nom « Falkonéra » dérive de l’italien « Falconeria », qui signifie « lieu des faucons ». C’est aussi la signification du nom grec alternatif, Gerakoúlia.
Pendant la Guerre d'indépendance grecque, l’île a servi de point d’unification pour les escadres d'Andréas Miaoúlis et Dimítrios Sachtoúris (el) avant la bataille de Souda.
Aux premières heures du 8 décembre 1966, le ferry SS Heraklion (en), en route de la Canée vers le Pirée, a coulé au large des côtes de Falkonéra, faisant 217 morts. 47 survivants furent retrouvés sur Falkonéra. Connu sous le nom de « naufrage de Falkonéra », il est considéré comme l’un des pires accidents maritimes de l’histoire grecque.
Falkonéra fait partie du réseau Natura 2000 avec le code GR3000011, avec les îles inhabitées voisines de Velopoúla et Anánes. L’île isolée possède deux zones de végétation, une zone côtière tolérante au sel et une zone hors de portée des embruns salins du type appelé phrygana en Grèce, et plus généralement de la garrigue. C’est l’une des rares îles de la mer Égée qui abrite une population de lézard des murailles de Milos, Podarcis milensis.